# Amilcar de Queiroz
Amílcar Alves de Queiroz (Rio Branco, 28 de janeiro de 1936) é um engenheiro agrônomo e político brasileiro que foi deputado federal pelo Acre.

## Biografia
Filho de André Anastácio de Queiroz e de Francisca Alves de Queiroz. Engenheiro agrônomo graduado em 1962 pela Universidade Federal Rural da Amazônia em Belém, dirigiu o departamento agropecuário do Ministério da Agricultura no Acre (1963-1964) e a seção estadual do Instituto Brasileiro de Reforma Agrária (1965-1966). Cursou mecânica e engenharia agrícola na Universidade de São Paulo em 1966 e em 1975 fez um curso de Projetos e Planejamento em Recife. A partir de 1970 tornou-se membro do Conselho Rodoviário do Acre e mais tarde assumiu a diretoria da Associação de Poupança e Empréstimo do Acre.
Genro de Jorge Lavocat filiou-se à ARENA e foi eleito deputado federal em 1978. Com o fim do bipartidarismo no governo João Figueiredo foi para o PDS e reelegeu-se em 1982. Em seu segundo mandato votou contra a emenda Dante de Oliveira em 1984 e apoiou Paulo Maluf no Colégio Eleitoral contra Tancredo Neves em 1985. Candidato a reeleição em 1986 obteve apenas uma suplência, mas foi convocado a exercer o mandato na vaga de Francisco Diógenes. Com a extinção do PDS em 1993, filiou-se sucessivamente ao PPR e ao PPB sendo derrotado na disputa por um mandato de deputado estadual em 1998.